# Generalitetshuset

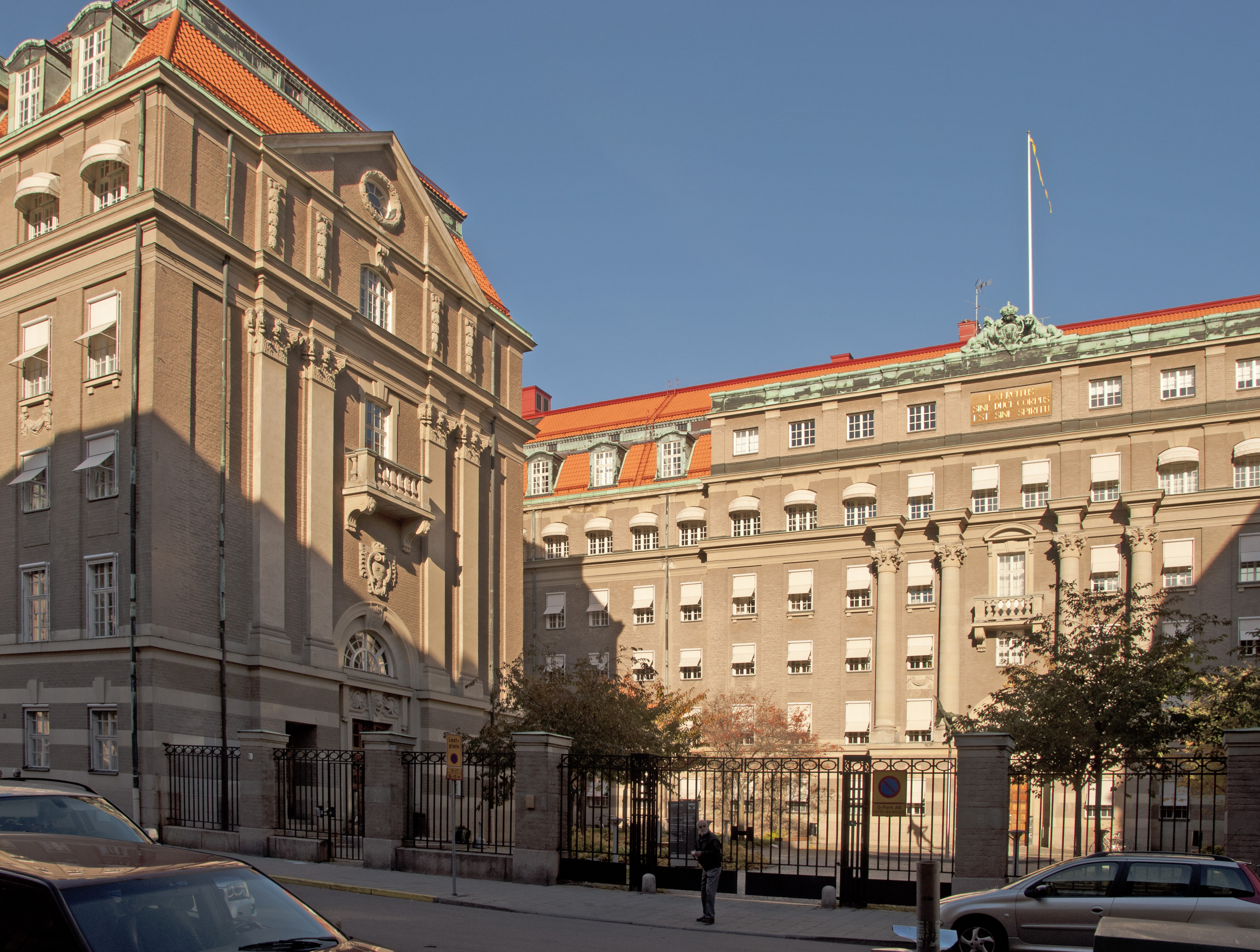
Generalitetshuset

Generalitetshuset (Militärstabsbyggnaden, "Grå huset") är en byggnad på Östermalm i centrala Stockholm med adress Östermalmsgatan 87.

## Historik
Byggnadskomplexet, som upptar södra delen av kvarteret Uppfinnaren, uppfördes i två etapper, den centrala delen åren 1910–1914 och flyglarna mot Artillerigatan och Skeppargatan åren 1924–1926. Arkitekt var Erik Josephson (1864–1929).
Den första delen uppfördes huvudsakligen för Krigshögskolan och försågs med den latinska sentensen "Exercitus sine duce corpus est sine spiritu" ("En armé utan ledning är en kropp utan själ") under takfoten. Efter tillbyggnaden på 1920-talet blev byggnaden säte för Krigsmaktens centrala ledning med bland annat Generalstaben, senare Försvarsstaben och Överbefälhavaren. Vid en omorganisation 1982 flyttades Högkvarteret till Lidingövägen. Åren 1945–1990 fanns en egen postexpedition (Stockholm 90) för att betjäna de militära staberna i byggnaden.
Byggnaden förvaltas i dag av fastighetsbolaget Vasakronan, en avknoppning från Byggnadsstyrelsen vilken såldes till AP-fonderna 2008. Största hyresgäst är numera Åklagarmyndigheten, men även många privata företag har kontor i byggnaden. De enda hyresgästerna med militär anknytning är i dag Stiftelsen Armé- Marin- och Flygfilm (AMF) samt Svensk Flyghistorisk Förening som bland annat dokumenterar det militära flygets historia i Sverige.
Arkitekturen har beskrivits som "inspirerad av stormaktstidens barock" i boken Stockholms byggnader.

## Militära förband
| Förbandskod | Förbandsnamn                          | Aktivt    | Kommentar                                                |
| ----------- | ------------------------------------- | --------- | -------------------------------------------------------- |
| KHS         | Krigshögskolan                        | 1913–1961 |                                                          |
| AIOS        | Artilleri- och ingenjörofficersskolan | 1926–1951 | Omlokaliserades 1951 till Valhallavägen 117.             |
| FHS         | Försvarshögskolan                     | 1951–2000 |                                                          |
| Gst         | Generalstaben                         | 1926–1937 | Uppdelad 1937 i Försvars-, armé-, marin- och flygstaben. |
| Fst         | Försvarsstaben                        | 1937–1981 | Omlokaliserad 1981 till Lidingövägen 24                  |
| Ast         | Arméstaben                            | 1937–1981 | Omlokaliserad 1981 till Lidingövägen 24                  |
| IV.         | IV. arméfördelningsstaben             | 1913–1927 |                                                          |
| V.          | V. arméfördelningsstaben              | 1913–1927 |                                                          |
|             | Östra arméfördelningsstaben           | 1928–1936 |                                                          |
| IV.         | IV. arméfördelningsstaben             | 1937–1942 |                                                          |

## Galleri

Gamla militarstabsbyggnaden på Östermalmsgatan 87
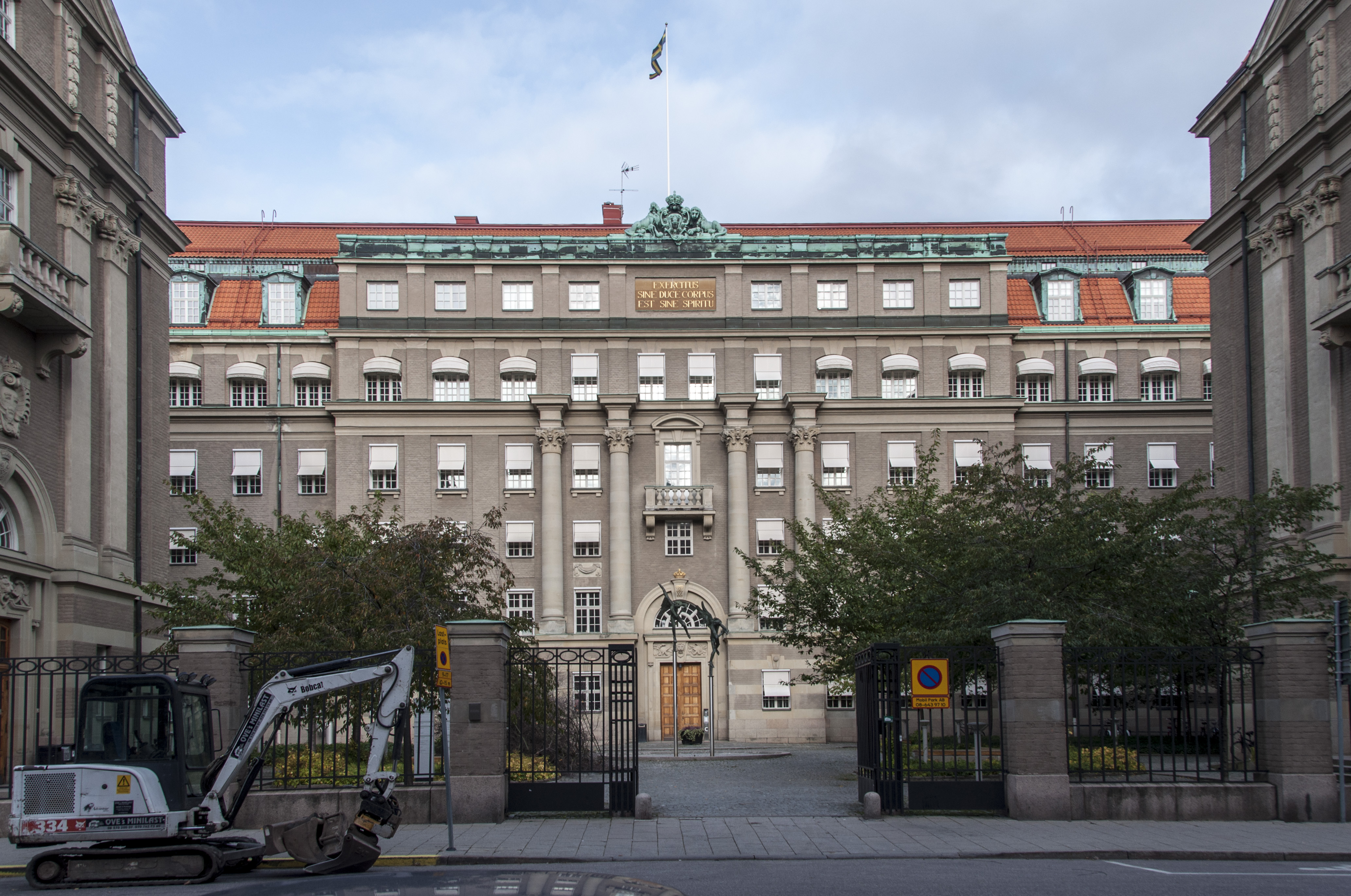
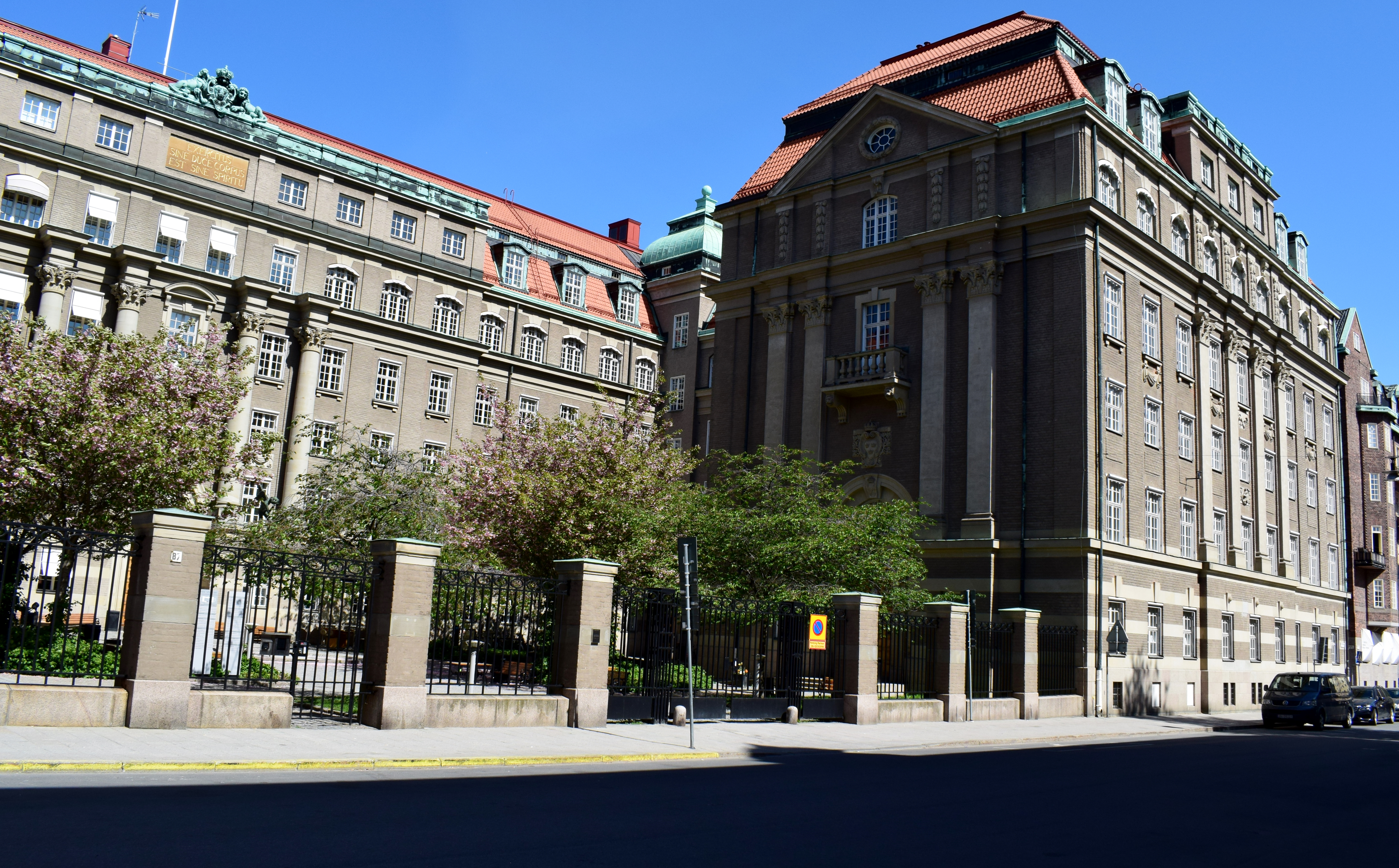
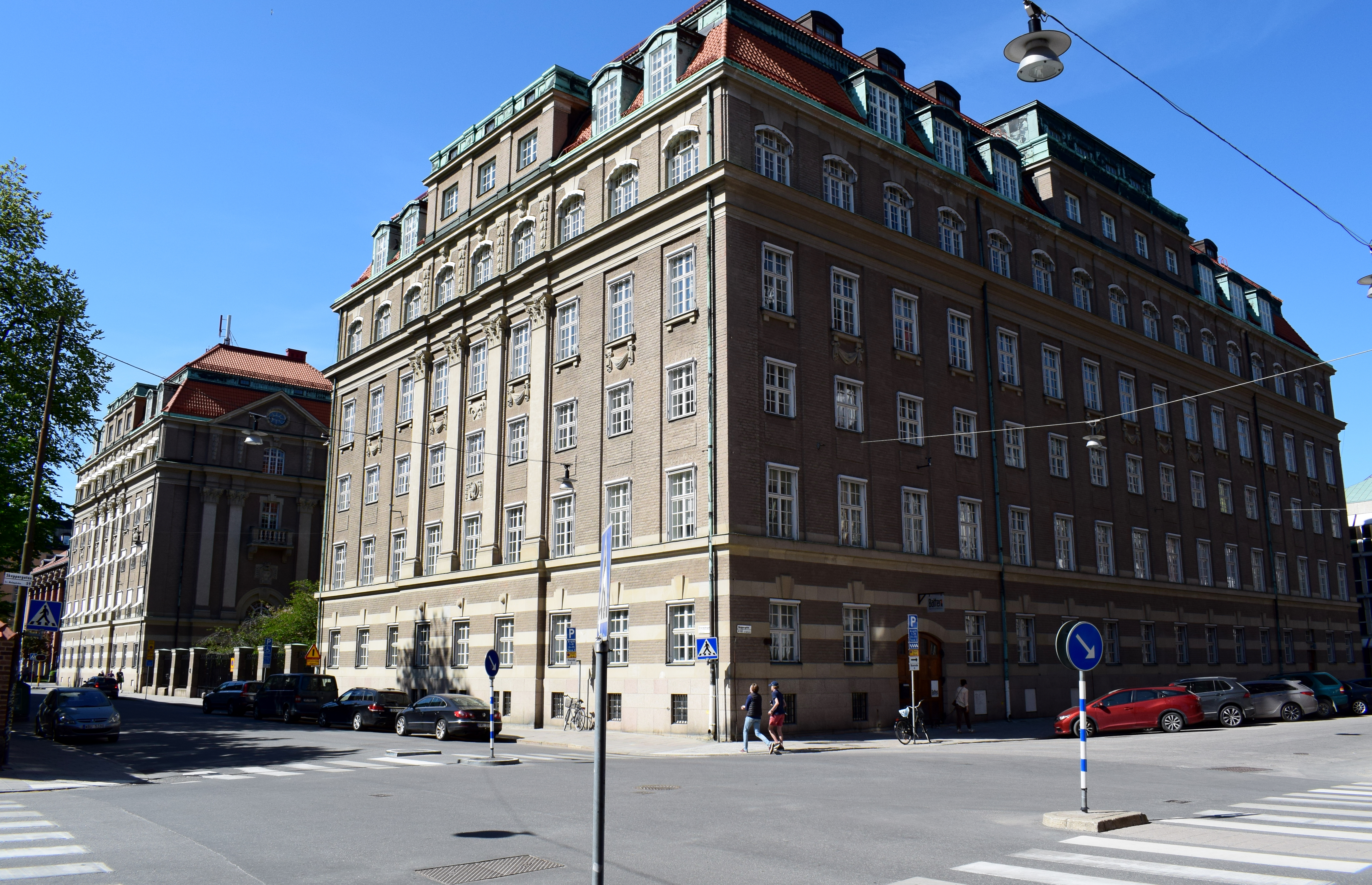
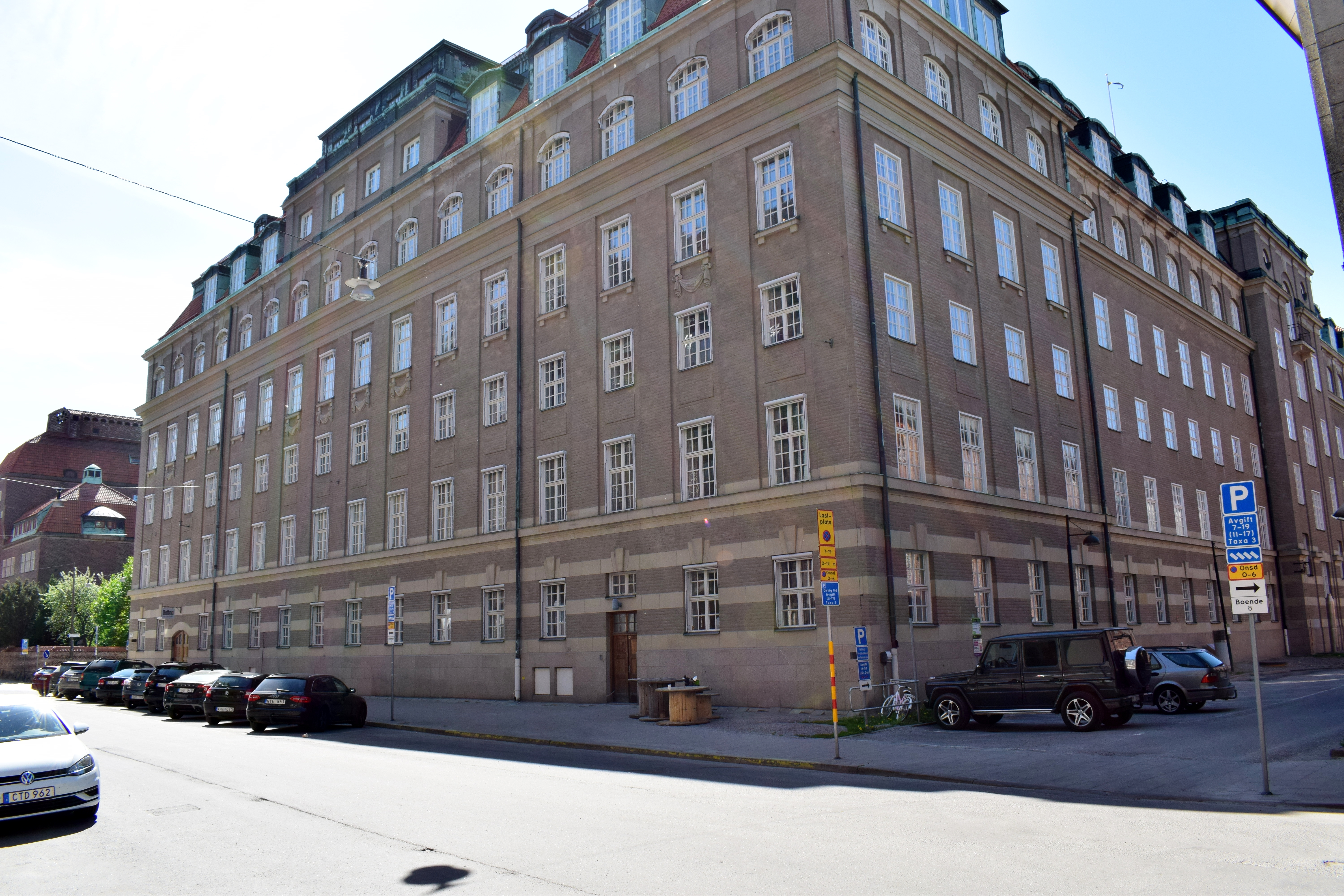